# 薩克森的瑪麗亞·安娜 (1799-1832)
薩克森的瑪麗亞·安娜（德語：Maria Anna von Sachsen，1799年11月15日—1832年3月24日），托斯卡納大公夫人，1824年至1832年在位。

## 家庭
1817年，瑪麗亞·安娜與托斯卡納大公費迪南多三世的長子利奧波多（日後的利奧波多二世）結婚，兩人共有四個女兒：
1. 瑪麗亞·卡羅琳娜（1822年—1841年），早逝
2. 奧古絲塔·費迪南達（1825年—1864年），巴伐利亞國王路德維希三世的母親
3. 瑪麗亞·瑪希米莉安娜（1827年—1834年），夭折
4. 瑪麗亞·茱塞帕（1828年—1836年），夭折